# Dika Newlin
Dika Newlin (ur. 22 listopada 1923 w Portland w stanie Oregon, zm. 22 lipca 2006 w Richmond w stanie Wirginia) – amerykańska kompozytorka i muzykolożka.

## Życiorys
Uzyskała stopień Bachelor of Arts na Michigan State University (1939) oraz Master of Arts na Uniwersytecie Kalifornijskim w Los Angeles (1941). W 1945 roku uzyskała stopień naukowy doktora na Columbia University w Nowym Jorku na podstawie dysertacji Bruckner-Mahler-Schoenberg (wyd. Nowy Jork 1947, 2. wyd. zrewid. 1978). Uczyła się też kompozycji u Arnolda Schönberga i Rogera Sessionsa oraz gry na fortepianie u Rudolfa Serkina i Artura Schnabla. Wykładała na Western Maryland College (1945–1949), Syracuse University (1949–1951), Drew University (1952–1965), North Texas State University (1965–1973) i Virginia Commonwealth University (1978–2004).
W swojej pracy naukowej zajmowała się badaniami nad twórczością Antona Brucknera i Gustava Mahlera oraz drugiej szkoły wiedeńskiej, szczególnie Arnolda Schönberga. Opublikowała pracę Schoenberg Remembered: Diaries and Recollections, 1938–1976 (Nowy Jork 1980). Tłumaczyła na język angielski pisma Schönberga. Skomponowała m.in. 3 opery, Symfonię na chór i orkiestrę, Koncert fortepianowy, utwory kameralne i fortepianowe, pieśni. W swojej twórczości posługiwała się przyswojoną od Schönberga techniką dodekafoniczną, w latach 60. zaadaptowała nowe środki takie jak muzyka elektroniczna, materiały multimedialne i dźwięki generowane komputerowo. W latach 70. i 80. XX wieku występowała również jako muzyczka punk rockowa, performerka i aktorka.